# Rhyacophila nigra
Rhyacophila nigra är en nattsländeart som beskrevs av Martynov 1930. Rhyacophila nigra ingår i släktet Rhyacophila och familjen rovnattsländor. Inga underarter finns listade i Catalogue of Life.